# Verrucaria bernardinensis
Verrucaria bernardinensis är en lavart som beskrevs av Breuss. Verrucaria bernardinensis ingår i släktet Verrucaria och familjen Verrucariaceae.   Inga underarter finns listade i Catalogue of Life.